# Coupe des clubs champions européens 1972-1973
Navigation
Édition précédente Édition suivante
La Coupe des clubs champions européens 1972-1973 a vu la victoire de l'Ajax Amsterdam.
L'Ajax réussit ainsi l'exploit de remporter trois années de suite le trophée (seul le Real Madrid a fait mieux avec cinq trophées consécutifs ; le Bayern Munich et le Real Madrid réaliseront par la suite la même chose).
La compétition s'est terminée le 30 mai 1973 par la finale au stade Crvena Zvezda à Belgrade.

## Premier tour
| Équipe 1               | Résultat | Équipe 2                    | Aller | Retour |
| ---------------------- | -------- | --------------------------- | ----- | ------ |
| Real Madrid CF         | 4 - 0    | KP Keflavík                 | 3 - 0 | 1 - 0  |
| RSC anderlechtois      | 7 - 2    | Vejle BK                    | 4 - 2 | 3 - 0  |
| Újpest DSC             | 4 - 3    | FC Bâle 1893                | 2 - 0 | 2 - 3  |
| Celtic FC              | 5 - 2    | Rosenborg BK                | 2 - 1 | 3 - 1  |
| Galatasaray SK         | 1 - 7    | FC Bayern Munich            | 1 - 1 | 0 - 6  |
| Olympique de Marseille | 1 - 3    | Juventus FC                 | 1 - 0 | 0 - 3  |
| Malmö FF               | 2 - 4    | SL Benfica                  | 1 - 0 | 1 - 4  |
| SSW Innsbruck          | 0 - 3    | FK Dynamo Kiev              | 0 - 1 | 0 - 2  |
| CSKA SZ Sofia          | 4 - 1    | Panathinaïkos AO            | 2 - 1 | 2 - 0  |
| Sliema Wanderers FC    | 0 - 10   | KS Górnik Zabrze            | 0 - 5 | 0 - 5  |
| 1. FC Magdebourg       | 9 - 1    | Turku PS                    | 6 - 0 | 3 - 1  |
| FC Aris Bonnevoie      | 0 - 6    | FC Argeș Pitești            | 0 - 2 | 0 - 4  |
| Derby County FC        | 4 - 1    | FK Željezničar Sarajevo     | 2 - 0 | 2 - 1  |
| Waterford AFC          | 2 - 3    | AC Omónia Nicosie           | 2 - 1 | 0 - 2  |
| TJ Spartak TAZ Trnava  | exempté  |                             | -     | -      |
| AFC Ajax               | exempté  | en tant que tenant du titre | -     | -      |

## Huitièmes de finale
| Équipe 1              | Résultat | Équipe 2          | Aller | Retour |
| --------------------- | -------- | ----------------- | ----- | ------ |
| FC Bayern Munich      | 13 - 0   | AC Omónia Nicosie | 9 - 0 | 4 - 0  |
| TJ Spartak TAZ Trnava | 2 - 0    | RSC anderlechtois | 1 - 0 | 1 - 0  |
| Derby County FC       | 3 - 0    | SL Benfica        | 3 - 0 | 0 - 0  |
| Celtic FC             | 2 - 4    | Újpest DSC        | 2 - 1 | 0 - 3  |
| FK Dynamo Kiev        | 3 - 2    | KS Górnik Zabrze  | 2 - 0 | 1 - 2  |
| Juventus FC           | 2 - 0    | 1. FC Magdebourg  | 1 - 0 | 1 - 0  |
| FC Argeș Pitești      | 3 - 4    | Real Madrid CF    | 2 - 1 | 1 - 3  |
| CSKA SZ Sofia         | 1 - 6    | AFC Ajax          | 1 - 3 | 0 - 3  |

## Quarts de finale
| Équipe 1              | Résultat | Équipe 2         | Aller | Retour |
| --------------------- | -------- | ---------------- | ----- | ------ |
| Juventus FC           | 2 - 2E   | Újpest DSC       | 0 - 0 | 2 - 2  |
| TJ Spartak TAZ Trnava | 1 - 2    | Derby County FC  | 1 - 0 | 0 - 2  |
| FK Dynamo Kiev        | 0 - 3    | Real Madrid CF   | 0 - 0 | 0 - 3  |
| AFC Ajax              | 5 - 2    | FC Bayern Munich | 4 - 0 | 1 - 2  |

## Demi-finales
| Équipe 1    | Résultat | Équipe 2        | Aller | Retour |
| ----------- | -------- | --------------- | ----- | ------ |
| Juventus FC | 3 - 1    | Derby County FC | 3 - 1 | 0 - 0  |
| AFC Ajax    | 3 - 1    | Real Madrid CF  | 2 - 1 | 1 - 0  |

## Finale
| Finale                       | AFC Ajax | 1 – 0   | Juventus FC         |                                                                                       |                                                                                       |
| Mercredi 30 mai 1973 20 h 30 | Rep 5e   | (1 - 0) |                     | Stade de l'Étoile rouge, Belgrade Spectateurs : 89 484 Arbitrage : Milivoje Gugulović | Stade de l'Étoile rouge, Belgrade Spectateurs : 89 484 Arbitrage : Milivoje Gugulović |
| Mercredi 30 mai 1973 20 h 30 |          | Rapport | Giuseppe Furino 66e | Stade de l'Étoile rouge, Belgrade Spectateurs : 89 484 Arbitrage : Milivoje Gugulović | Stade de l'Étoile rouge, Belgrade Spectateurs : 89 484 Arbitrage : Milivoje Gugulović |